# Patricia Spencer
Patricia Spencer (* 28. Juni 1943 in Niagara Falls/New York) ist eine US-amerikanische Flötistin und Musikpädagogin.

## Leben
Spencer studierte Musik am Oberlin College. Ihre Lehrer waren Robert Willoughby, Josef Marx, Marcel Moyse und David Berman. Sie unterrichtet Flöte und Kammermusik am Bard College und an der Hofstra University. Als Musikerin hat sie sich auf die zeitgenössische Musik spezialisiert. So spielte sie in der Alice Tully Hall die New Yorker Erstaufführung von Elliott Carters Flute Concerto (1972), die amerikanische Erstaufführung von Karlheinz Stockhausens Kathinkas Gesang als Luzifers Requiem (für Flöte und Elektronik) und von Thea Musgraves Narcissus, die chinesische Erstaufführung von Ge Gan-rus Flötenkonzert Fairy Lady “Meng Jiang” und die Welturaufführung von Shulamit Rans Flötenkonzert Voices und von Harvey Sollbergers Riding the Wind I. Zahlreiche Komponisten schrieben Flötenwerke für sie. Ihre Solo-CDs erschienen bei Neuma Records. 
1970 zählte Spencer neben Joan Tower, Joel Lester und anderen zu den Gründungsmitgliedern der Da Capo Chamber Players, die sich als führendes Ensemble für die Aufführung zeitgenössischer amerikanischer Kammermusik profilierten und 1973 mit dem Naumburg Chamber Music Award ausgezeichnet wurden. Das Ensemble gibt in New York eine jährliche Konzertreihe, unternahm Tourneen im Ausland, vergab mehr als 140 Kompositionsaufträge und spielte fast 20 CDs ein. 